# 中村優
中村 優（なかむら ゆう、1987年5月13日 - ）は、日本の女性タレント。奈良県奈良市出身。

## 来歴
- 奈良市立平城中学校、奈良県立平城高等学校、を卒業する。
- ミスマガジン2005 審査員特別賞受賞[2]。
- 2006年4月から2009年7月4日まで『王様のブランチ』の「ブランチリポーター」を務める。2008年12月27日以降は出演せず、2009年7月4日が最後の出演となる。
- テレビ神奈川 (tvk) の音楽バラエティー番組『saku saku』のメインMCを、木村カエラの後継として3年間務めた。2009年3月2日放送分で番組卒業が告知され、3月27日放送分で卒業した。中村が最後に出演するsaku saku DVD Ver5.0「御題の復習」の発売イベントが3月7日に横浜で催された際に、卒業式が行われた。
- 2012年10月31日にデビュー以来所属するソニー・ミュージックアーティスツから退所し、以後はフリーランスで活動[2]する。
- ランニングに関するタレント業務を團コミュニケーションズがサポート。

## 人物・エピソード
- マクドナルド厨房、「柿の葉寿司」工場で短期間、幼馴染の家族が経営するイタリアンレストランでウェイトレスで半年程度、それぞれアルバイトした。
- 4歳上の姉と2歳下の妹がおり、妹と2人で居住していた。
- 愛称は「優ちゃん」、saku sakuでは「優☆遊☆白書[3]」「台無しちゃん[4]」「台無シスターズ[4][5]」「近畿のトーククラッシャー[4]」「消防隊員[4][6]」などと呼ばれ、王様のブランチでは姫（はしのえみ）から「ゆうゆう」と呼ばれた。
- 一時期芸能人女子フットサルチーム「ミスマガジン」にも所属する。
- 特技はフットサル・バドミントン・茶道（学生の時、茶道部に入っていた）で、趣味は筋トレ・ヨガ・料理・ダンスなど。
- 2008年のホノルルマラソンに出場し、4時間49分54秒で完走した。
- 2017年のいびがわマラソンでハーフの部にゲスト出場し、2時間20分45秒で完走する。
- 2022年1月11日に一般男性と結婚[7]する。

## 出演

### テレビ

#### バラエティ
- 王様のブランチ（2006年4月1日 - 2008年12月27日・2009年2月7日・7月4日、TBS）ブランチリポーターとして出演
- saku saku（2006年4月3日 - 2009年3月27日・2009年5月18日 - 5月22日・2014年3月28日・2014年7月22日、tvk）レギュラー、ゲスト
- 恋するフットサル（2006年4月8日 - 2007年3月20日、フジテレビ）
- ゲームコングX世『デトロイト・メタボ・クラブ』（2008年8月23日 - 、朝日放送）
- 戦国鍋TV 〜なんとなく歴史が学べる映像〜 - （tvk他）濃姫
- 内田恭子のびっくり!カイシャ見学（2011年9月18日、テレビ東京）レポーター
- ラン×スマ 街の風になれ（2011年12月24日 - 、NHK BS）レポーター
- 走LIFE（tvk）
- なかなか日本!〜高速道路女子旅〜（2018年7月2日 - 2020年3月23日、tvk）
  - なかなか日本!〜高速道路 DRIVEイチバン!旅〜（2020年4月1日 - 、）
- 亮と優の静岡をゆる〜く走りませんか？（2021年11月7日 - 、TOKAIケーブルネットワーク）

#### テレビドラマ
- トミカヒーロー レスキューファイアー（2009年、テレビ東京）雪リツカ/ファイアー3 役
- ワカコ酒 第11話（2015年3月19日、BSジャパン） - 優子 役

#### テレビアニメ
- ドルアーガの塔 〜the Sword of URUK〜 - ナキア 役

### ラジオ
- カレスト presents Driving For U（2010年4月2日 - 2010年9月24日、2011年5月4日-2011年10月26日  FMヨコハマ） - 「THE BREEZE」内コーナー

### ネットドラマ
- 美人坂（2010年7月2日 - 8月6日、JNC） - ユウ 役

### 舞台
- 心は孤独なアトム（2008年3月20日 - 23日、新宿・シアターアプル）
- アリスインプロジェクト「ライン♪」（2011年8月4日 - 7日、銀座・博品館劇場） - 北野凛梧 役
- リジッター企画公演 第十攻撃「でんでんむしのからのなか」（2013年7月10日 - 15日、大塚・萬劇場）
- リジッター企画公演 第十一攻撃「ミロウのヴィーナス」[14]（2014年8月6日 - 10日、吉祥寺シアター）
- リジッター企画公演 第十二攻撃「誰がための笛は鳴る」[15]（2015年5月8日 - 18日、吉祥寺シアター）
- リジッター企画公演 再攻撃 第四弾「もしも、シ 〜とある日の反射〜」（2016年3月6日 - 20日、吉祥寺シアター）
- キ上の空論「青の凶器、青の暴力、手と手。この先、」（2017年8月31日 - 9月3日、池袋・東京芸術劇場シアターウェスト） - 亜沙 役

### 映画
- 工業哀歌バレーボーイズ THE MOVIE（2008年） - マユミ 役

### オリジナルDVD
- 工業哀歌バレーボーイズシリーズ（2006年） - マユミ 役
  - 赤木篇（8月1日）
  - 宮本篇（10月）
  - 谷口篇（12月）

### PV
- シュノーケル「天気予報」
- キンモクセイ「ふるさと」

### イメージキャラクター
- 第85回全国高校ラグビー大会（2005年度）
- コニカミノルタランニングプロジェクト（2008年度）
- 平成20年度建設業年度末労働災害防止強調月間（2009年3月）

### 広告
- アイシン精機（2008年）

## 作品

### イメージDVD
- ミスマガジン2005 中村優（2005年10月21日）
- 夏の終わりに（2007年10月24日）
- Dear...（2008年2月8日）
- with YOU（2008年2月8日）
- Room（2008年11月22日）
- Frame（2009年11月27日）
- Legend -レジェンド-（2010年10月27日　晋遊舎）

### CD
- 『Questions?』（2009年1月28日発売）
- 『ジブンカラー』（2009年5月20日発売）

## 書籍

### 写真集
- ミスマガジン2005 THE BIKINI SPECIAL!（2006年3月、講談社、撮影：木村晴、井ノ元浩二）ISBN 978-4063646603・・・共演：北乃きい、鈴木美生、時東ぁみ、小林ユリ、加藤理恵
- you（2007年9月14日、アスコム、撮影：河野英喜）ISBN 4-776-20463-0
- Live（2008年9月12日、ワニブックス、撮影：沢渡朔）ISBN 4-847-04112-7